# Helge Løvland
Helge Andreas Løvland (Froland, 11 de maio de 1890 - Oslo, 26 de abril de 1984) foi um atleta e campeão olímpico norueguês.
Recordista mundial no pentatlo e no decatlo em 1918 e 1919, ele conquistou a medalha de ouro no decatlo em Antuérpia 1920, com um total de 6803 pontos. Originalmente, a modalidade não estava no programa destes Jogos Olímpicos, pois os organizadores achavam que o pentatlo seria suficiente mas com a mudança de decisão e a inclusão do decatlo, Løvland disputou e venceu. Ele também participou do pentatlo, no qual ficou em 5º lugar.
Naos anos seguintes, ele foi secretário-geral da Associação Nacional Norueguesa para os Esportes e do Comitê Olímpico Norueguês. Em junho de 2001, um memorial em sua homenagem foi inaugurado em Froland, sua cidade natal.